# Stehender Jüngling (München SL 162)

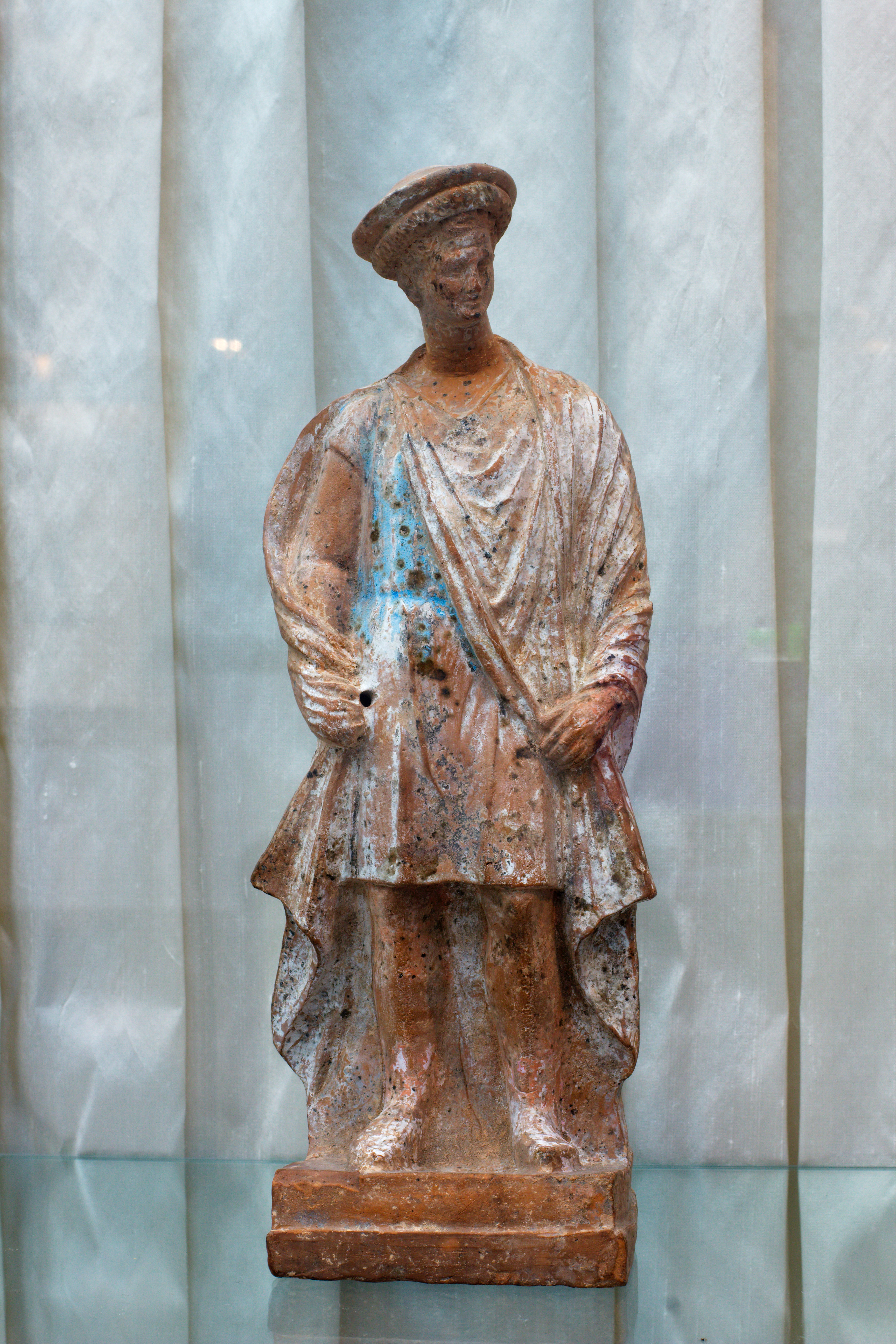
Stehender Jüngling

Der Stehende Jüngling ist eine Statuette aus Terrakotta in den Staatlichen Antikensammlungen in München, ehemals in der Sammlung von James Loeb. Ihre Entstehung wird in die Jahre 350–320 v. Chr. datiert.
Die Statuette stellt einen auf einer zweistufigen Basis stehenden jungen Mann dar. Er ist mit gegürtetem Chiton und Himation bekleidet. Mit beiden Händen hält er den elegant umgeworfenen Stoff. Der Kopf ist mit einer Wulstbinde umbunden und mit einer niedrigen runden Hutkappe bedeckt. Die rechte Hand ist eingehüllt. In dieser Hand hat er vermutlich einen Stock gehalten, wie wir aus dem runden Bohrloch annehmen dürfen. Die aus rotbraunem Ton gebrannte Statuette misst in der Höhe 30,7 cm  und stammt aus Böotien.